# إيفان غويساند
إيفان غويساند (مواليد 1 يوليو 2001) هو لاعب كرة قدم فرنسي يلعب في مركز المهاجم في نادي نانت.

## وصلات خارجية
- إيفان غويساند على موقع الاتحاد الأوربي (الإنجليزية)
- إيفان غويساند على موقع رابطة كرة القدم الفرنسية للمحترفين (الإنجليزية)
- إيفان غويساند على موقع قاعدة بيانات كرة القدم.إي يو (الإنجليزية)
- إيفان غويساند على موقع ليكيب (الفرنسية)
- إيفان غويساند على موقع ناشيونال فوتبول تيمز (الإنجليزية)
- إيفان غويساند على موقع Soccerbase.com (لاعب) (الإنجليزية)
- إيفان غويساند على موقع Soccerway.com (الإنجليزية)
- إيفان غويساند على موقع AS.com (الإسبانية)